# Batalla de comandos
Batalla de comandos (en inglés:Battle command (BC)) Es el arte y la ciencia de visualizar, describir, dirigir, y conducir las fuerzas operacionales en contra de los enemigos. La batalla de comandos se aplica el liderazgo de traducir decisiones en acciones, por sincronización de fuerza y funciones bélicas en tiempo, espacio y propósito, para llevar a cabo misiones. La batalla de comandos se refiere tanto a los procesos desencadenados por los comandantes y ejecutado por los soldados. Cuando nos referimos a un proceso, una batalla de comandos es claramente una actividad humana.

## Definición alternativa

### FM 100.5
Se define como el arte de la toma de decisiones, liderazgo y motivación de los soldados y sus organizaciones en acciones para llevar a cabo las misiones. BC incluye la visualización del estado actual y futuro estado, la formulación de los conceptos de operaciones para ir de un lado a otro, y haciendo así menos el costo. La asignación de misiones, prioridades y asignación de recursos, la selección del momento crítico y un lugar para actuar, y saber cómo y cuándo hacer ajustes durante la pelea también están incluidos.

### FM 7-30
BC es el arte y la ciencia de la toma de decisiones que se lleva en el campo de batalla a los soldados y las unidades para llevar a cabo con éxito la misión. Los elementos básicos son BC toma de decisiones, liderazgo y control. Este sistema permite a los comandantes conducir, establecer prioridades y asignar los recursos necesarios para contratar y mantener el poder del combate. El comandante de la brigada debe ver más información, proceso más rápido y atacar con más precisión y más rápido. Si la información es el medio del proceso BC, el sistema de AC debe proporcionar al comandante con información oportuna y precisa sobre la cual basar la decisión del comandante.

## Batalla de gestión
Batalla de gestión (BM) es la gestión de las actividades en el entorno operativo basado en los comandos, la dirección y la orientación dada por autoridad competente. BM es considerado como una parte de BC.

### Sistema de sistemas
Es un conjunto de sistemas orientados a tareas o dedicados que ponen en común sus recursos y capacidades para crear un sistema nuevo y más complejo que ofrece una mayor funcionalidad y el rendimiento que la simple suma de los sistemas integrantes. Actualmente, los sistemas de los sistemas es una disciplina de investigación fundamental para que los marcos de referencia, los procesos de pensamiento, análisis cuantitativo, las herramientas y métodos de diseño son incompletos.